# Frits Hirschland
Frits Hirschland (24 december 1948 – Amsterdam, 3 januari 1999) was een Nederlands manager van popgroepen en platenproducer. Hij was in de jaren tachtig secretaris/woordvoerder van het Surinaamse Junglecommando van Ronnie Brunswijk.
Hij stamde uit een bankiersfamilie uit Essen en probeerde eerst de kost te verdienen met kinderkleding. Daarna ging hij de popmuziek in. Hirschland was van 1973 tot 1981 manager van de symfonische rockgroep Kayak. Van 1974 tot 1976 was hij tevens manager van The Hammer, en in 1978 werd hij ook manager van Earth & Fire, Kaz Lux en René and The Alligators. Daarnaast was hij producer van diverse albums; niet alleen van genoemde bands, maar bijvoorbeeld ook van Ekseption en Status Quo. Ook produceerde hij een single van Vanessa. Hij maakte de Oostenrijkse muzikant Falco wereldberoemd met Rock me Amadeus, dat de top van de Amerikaanse hitparade bereikte.
In het voorjaar van 1987 zou Hirschland volgens eigen zeggen in zijn buitenhuis in La Boca bij Cannes zijn benaderd door twee leden van de Franse en Israëlische geheime dienst met het verzoek in Oost-Suriname een oogje in het zeil te houden. Een van hen kende hij van een duikcursus.

## "Commandant Potlood"
Hirschland voegde zich in oktober 1987 bij het in 1986 in Oost-Suriname opgerichte Junglecommando, waar hij optrad als secretaris en woordvoerder. Zijn bijnaam werd "Commandant Potlood". Hij was onder de indruk van wat hij zag in het oerwoud. Marrons, Surinamers die in het bos leefden, werden uitgemoord. Hij vergeleek Desi Bouterse met Adolf Hitler. Een groot deel van zijn familie – Hirschland was van joodse afkomst – had de Holocaust niet overleefd. 
Er zijn aanwijzingen dat hij in feite optrad als contactpersoon voor de Franse geheime dienst. Ook had hij vanaf 1988 contact met de Nederlandse kolonel b.d. Bas van Tussenbroek die vanuit Cayenne geld voor humanitaire hulp in Oost-Suriname doorsluisde dat via het Zeister Zendings Genootschap (ZZG) afkomstig was van Nederlands ontwikkelingsgeld. Het geld voor humanitaire hulp kwam veelal bij het Junglecommando terecht. Na aanhoudende kritiek op de afwachtende houding van de Fransen werd Hirschland in december 1988 in Frans-Guyana tot persona non grata verklaard. Hij vertrok naar Den Haag, om daar hulp en wapens voor het Junglecommando te bepleiten.
Hirschland keerde weer naar Suriname terug en was korte tijd betrokken bij de vredesbesprekingen tussen Brunswijk en Bouterse, maar werd vervolgens vervangen door Eddie Jozefzoon. In september 1991 keerde hij definitief naar Nederland terug. Hij bleef contacten houden met ex-leden van het Junglecommando in Nederland.
In 1994 schreef Hirschland in de Weekkrant Suriname dat kolonel Van Tussenbroek de sleutelfiguur was geweest in de acties van buitenlandse inlichtingendiensten in Suriname. In augustus van dat jaar verklaarde hij in De Groene Amsterdammer dat hij Desi Bouterse in 1991 namens de Inlichtingendienst Buitenland (IDB) 8 miljoen gulden had geboden om deze te bewegen naar Brazilië te verhuizen. Het geld zou afkomstig zijn geweest van fondsen voor Operatie Gladio. Ook zou Hans van Mierlo het volgens Hirschland in 1981 met de nieuwe machthebbers van Suriname op een akkoordje hebben gegooid, en wapenzendingen en training van de Surinaamse militaire inlichtingen dienst hebben toegezegd.
Hirschland overleed op 50-jarige leeftijd in het Amstel Hotel te Amsterdam. Als doodsoorzaak werd zelfmoord opgegeven. Hij werd op 8 januari 1999 te Den Haag begraven.